# Acquaformosa
Acquaformosa est une commune de la province de Cosenza, dans la région de Calabre, en Italie.

## Géographie
Acquaformosa se trouve à 14 km au sud-ouest de Castrovillari, à 50 km au nord-nord-ouest de Cosenza, à 184 km au nord-nord-est de Reggio de Calabre et à 388 km au sud-est de Rome.

## Histoire
La commune abrite une forte communauté Arbëresh, Albanais installés ici au XVe siècle, fuyant l’avance ottomane. Ces Albanais ont gardé une forte identité, parlant toujours leur langue, l’arbërisht. Dans leur dialecte, albanais teinté d’italien, le village se nomme Firmoza.

## Administration
| Période                                  | Période | Identité          | Étiquette               | Qualité |
| ---------------------------------------- | ------- | ----------------- | ----------------------- | ------- |
|                                          |         | Giovanni Manoccio | Democratici di Sinistra |         |
| Les données manquantes sont à compléter. |         |                   |                         |         |

### Communes limitrophes
Altomonte, Lungro, San Donato di Ninea